# Бразильско-восточнотиморские отношения
Бразильско-восточнотиморские отношения — двусторонние дипломатические отношения между Бразилией и Восточным Тимором. Являются членами Содружества португалоязычных стран. Так как ранее страны были частью Португальской колониальной империи, то они имели официальные отношения ещё до того момента, как Восточный Тимор стал независимым государством в 2002 году. Бразилия поддерживает развитие Восточного Тимора в качестве независимого демократического государства: они сотрудничают в программе технологической подготовки, увеличению экономического потенциала, преподаванию португальского языка и развитию футбола.

## Политические отношения
В 1999 году были установлены формальные отношения между странами до того момента, как Восточный Тимор стал независимым от Индонезии. Правительство Бразилии разработало множество программ для содействия восстановлению экономики Восточного Тимора. Например, Бразильское агентство по сотрудничеству содействовало осуществлению программ по наращиванию экономического потенциала, включая создание департаментов инфраструктуры, повышение уровня подготовки тиморских адвокатов, прокуроров и судей в целях укрепления потенциала и эффективности судебной системы.
Бразилия также взаимодействовала с Восточным Тимором через ООН. С 1999 года Бразилия участвовала в пяти миротворческих миссиях в этой стране, как ранее в других португалоязычных государствах, таких как Мозамбик и Ангола. Вклад Бразилии в достижение независимости Восточного Тимора, позволил ей активно демонстрировать свою независимую внешнюю политику, приверженность самоопределению и расширение экономических связей с другими государствами.
Восточный Тимор принимал президентов Бразилии дважды, первый раз до обретения независимости, и второй уже после провозглашения. В начале 2001 год президент Бразилии Фернанду Энрики Кардозу посетил страну, чтобы продемонстрировать приверженность Бразилии усилиям по построению демократического и стабильного Восточного Тимора. В ходе этого визита Фернанду Энрики Кардозу заложил основу для нескольких инициатив по сотрудничеству и помощи.
В 2008 году произошло несколько значимых событий. В январе президент Восточного Тимора Жозе Рамуш-Орта впервые посетил Бразилию, что подтвердило важность сотрудничества между государствами. Было подписано несколько двусторонних соглашений, включая расширение программы обмена бразильских учителей и обязательство обучать футбольных тренеров в Восточном Тиморе. Также во время визита Жозе Рамуш-Орта объявил об открытии посольства в Бразилиа.
Вскоре после возвращения Жозе Рамуш-Орта в Восточный Тимор, группа повстанцев предприняла попытку покушения на убийство, в ходе которой президент страны и премьер-министр Шанана Гусман подверглись обстрелу. Правительство Бразилии решительно осудило нападение и призвало отвергнуть все формы насилия как метод урегулирования политических разногласий. В эти годы в Бразилии и Восточном Тиморе было реализовано более десятка совместных программ.
В июле 2008 года президент Бразилии Луис Инасиу Лула да Силва посетил Восточный Тимор. В ходе этого визита Луис Инасиу Лула да Силва заявил, что связи между Бразилией и Восточным Тимором прочны и отражают глубокое чувство дружбы и солидарности, а также общего наследия в дополнение к подписанию шести соглашений. В президента Бразилии прошёл вскоре после нападений и имел символическое значение в дополнение к подписанию программ сотрудничества по сельскому хозяйству, рыболовству и развитию судебного управления.

## Экономические отношения
Программы поддержки Бразилии, в основном, были сосредоточены на экономическом развитии и оказании помощи в области инфраструктуры, таких как подготовка инженеров-строителей и развитие системы электроснабжения. Например, в рамках проекта был создан центр по повышению уровня подготовки в технических профессиях, и к концу 2011 года было выпущено 2200 специалистов в вышеуказанных отраслях. Кроме того, действует Программа технического сотрудничества, которая включает 8 миллионов долларов США, вложенных в учебные программы по десяти тематическим областям: труд, правосудие, национальная безопасность, культура, сельское хозяйство, образование, управление, спорт, окружающая среда и здоровье. Примеры некоторых из этих программ в образовании:
- PROCAPES: чтобы учителя имели достаточное количество учебных материалов на португальском языке.
- ELPI: предлагает ресурсы и образование для учителей португальского языка.
- PG-UNTL: аспирантура для повышения качества образования.
- PROFEP: готовит нелицензированных учителей старших классов для улучшения качества преподавания и практики[12].

Эти и другие программы продолжаются с возможностью реализации дополнительных проектов, направленных на систему правосудия, образование, сельское хозяйство и другие. Тем не менее, товарооборот остаётся на относительно низком уровне. Только 0,39 % импорта Восточного Тимора приходится на Бразилию и почти ничего не экспортируется в эту страну. Экспорт Бразилии в Восточный Тимор и импорт из неё настолько низок, что составляет около 0 % от общего объёма иностранных поставок в Бразилию.

## Культурные связи
Португальский язык является важной связью этих государств. Правительство Бразилии содействует программам подготовки учителей португальского языка в Восточном Тиморе. Приверженность Бразилии этой программе неоднократно проявлялась в отношениях между этими государствами.
Благодаря общему историческому прошлому страны являются членами Содружества португалоязычных стран, которое выступает не только в качестве культурной связи, но и как политический блок для сотрудничества со следующими общими целями: политическая и дипломатическая координация, а именно, усиление присутствия на международной арене; сотрудничества в различных областях управления; создание проекта по содействию распространению португальского языка. Например, десятый Саммит глав государств и правительств Содружества португалоязычных стран состоялся в июле 2014 года в Дили. На этом саммите состоялся запуск программы «Juntas Contra A Fome» («Вместе против голода») и присоединение Экваториальной Гвинеи к организации.
Бразильский дипломат Сержиу Виейра ди Меллу принимал непосредственное участие в создании Восточного Тимора как независимого государства. Работал Специальным представителем Генерального секретаря по надзору за переходом к миру во главе Временной администрации ООН в Восточном Тиморе в течение трёх лет, курируя деятельность по созданию институциональной структуры государства. В парламенте Восточного Тимора учреждена премия в области прав человека имени Сержиу Виейры ди Меллу.

## Дипломатические представительства
- Бразилия имеет посольство в Дили[20].
- Восточный Тимор содержит посольство в Бразилиа[21].